# Lyrical Sympathy
Lyrical Sympathy é primeiro EP da banda japonesa Versailles, lançado em 31 de outubro de 2007 no Japão pela gravadora Sherow Artist Society e na Europa pela CLJ Records.

## Faixas
| N.º            | Título                           | Duração |  |
| 1.             | "Intro"                          | 1:10    |  |
| 2.             | "The Love from a Dead Orchestra" | 8:29    |  |
| 3.             | "Shout & Bites"                  | 3:59    |  |
| 4.             | "Beast of Desire"                | 4:26    |  |
| 5.             | "Forbidden Gate"                 | 4:39    |  |
| 6.             | "The Red Carpet Day"             | 4:24    |  |
| 7.             | "Sympathia"                      | 6:08    |  |
| Duração total: | Duração total:                   | 33:11   |  |

## Ficha técnica

### Versailles
- Kamijo - vocal principal
- Hizaki - guitarra
- Teru - guitarra
- Jasmine You - baixo
- Yuki - bateria

## Lyrical Sympathy -Live-
Uma versão gravada ao vivo do álbum foi lançada em 1 de setembro de 2010. A última faixa, "Sforzando" não foi gravada ao vivo e faz parte do EP de vários artistas "Cross Gate 2008".

### Faixas da versão ao vivo
| N.º            | Título                                                                             | Duração |  |
| 1.             | "Intro"                                                                            | 1:12    |  |
| 2.             | "The Love from a Dead Orchestra"                                                   | 8:44    |  |
| 3.             | "Shout & Bites"                                                                    | 4:01    |  |
| 4.             | "Beast of Desire"                                                                  | 4:37    |  |
| 5.             | "Forbidden Gate"                                                                   | 4:41    |  |
| 6.             | "The Red Carpet Day"                                                               | 5:38    |  |
| 7.             | "Sympathia"                                                                        | 6:16    |  |
| 8.             | "Sforzando -Original Version-" (Do EP "Cross Gate 2008", não foi gravada ao vivo.) | 4:57    |  |
| Duração total: | Duração total:                                                                     | 40:06   |  |